# N,N'-دی‌ایزوپروپیل‌کربودی‌ایمید
N,N'-دی‌ایزوپروپیل‌کربودی‌ایمید (به انگلیسی: N,N'-Diisopropylcarbodiimide) یک ترکیب شیمیایی با شناسه پاب‌کم ۱۲۷۳۴ است. شکل ظاهری این ترکیب، مایع است.